# Azukibab
Az azukibabot (Vigna angularis) (japánul: アズキ (小豆)) Kelet-Ázsiában elsősorban Japánban, Kínában, Tajvanon és Dél-Koreában termesztik. Az azukibab Koreában és Japánban a szója mellett a második legfontosabb hüvelyes növény. A mindössze 5 mm-es magok többnyire vörösek, de léteznek fehér, fekete és szürkés színben is. Az azukibab vad formája (Vigna angularis ssp. nipponensis) Kelet-Ázsiában egészen a Tibeti-fennsíkig elterjedt. A termesztett forma (Vigna angularis ssp. angularis) magjai nagyobbak. Az azukibab bokros, álló vagy kúszó lágyszárú hüvelyes, ami 25–90 cm magasra nőhet. Levelei hármasával helyezkednek el a száron. Virágai élénk sárgák. A termései 6–12,5 cm hosszú, hengeres hüvelyek, amelyben 6–14 mag helyezkedik el.

## Története
A Vigna nemzetség tagjait Észak-Kínában a vadászó-gyűjtögető emberek már 23 000–18 000 évvel ezelőtt is fogyasztották. Mivel i.e. 2600–1900-ra már biztosan fogyasztották az azukibabot a környéken, de más Vigna nemzetségbeli növényt nem találtak, így feltételezhető, hogy ezt a növény őrölték a sokkal korábban élő vadászó-gyűjtögetők. Időszámításunk előtt Kínában, Koreában és Japánban elterjedten termesztették. I.e. 2300-ból Japánból is ismert. Legtöbb régészeti lelete Koreából és Japánból került elő.
A genetikai bizonyítékok azt mutatják, hogy legelőször Kelet-Ázsiában termesztették és csak később keresztezték az őshonos fajjal a Himalájákban.

## Nevei
Az azuki az ősi japán neve a babnak, de Japánnak kínai jövevény szava is van rá, a sózu (小豆), ami kis babot jelent, amely a daizunak (大豆), a nagy babnak, vagyis a szójababnak a párja. Kandzsival sózuként (小豆) írjuk, viszont azukiként ejtjük. Kínában a megfelelő szó a babra a (kínai: 小豆, pinyin: xiǎodòu), amit botanikai és mezőgazdasági szövegkörnyezetben használnak. Azonban a mindennapi kínai nyelvben a leggyakoribb kifejezések a hongdou (红豆, hongdou) és a chidou (赤豆, chìdòu), mindkettő jelentése „vörös bab”, mert szinte az összes kínai fajta egységesen piros. A koreai neve pat (hangul: 팥), Vietnámban đậu Djo, ami szó szerint szintén vörös babot jelent. India néhány részén Lal Chavalinak nevezik (लाल चवळी) – aminek szó szerinti jelentése pedig „vörös tehénbab”.

## Felhasználása

### Tápláléknövényként

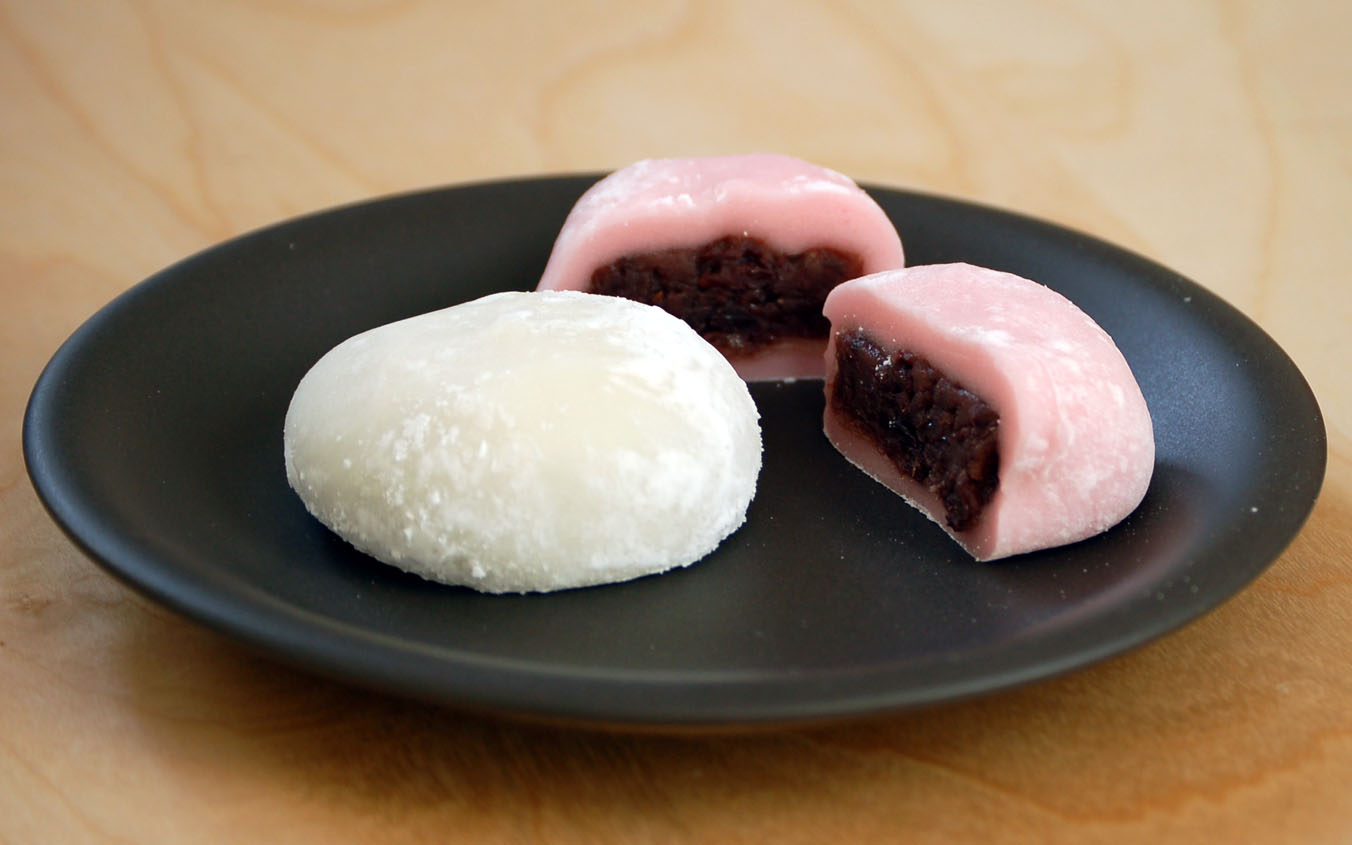
Daifuku

A növény magjait vagy magát a hüvelytermést élelmiszerként fogyasztják. A többi hüvelyeshez hasonlóan fontos fehérje- és rostforrás. Leggyakrabban ragukhoz, salátákhoz, salsa alapjaként, szendvicsekhez és pástétomokhoz használják.

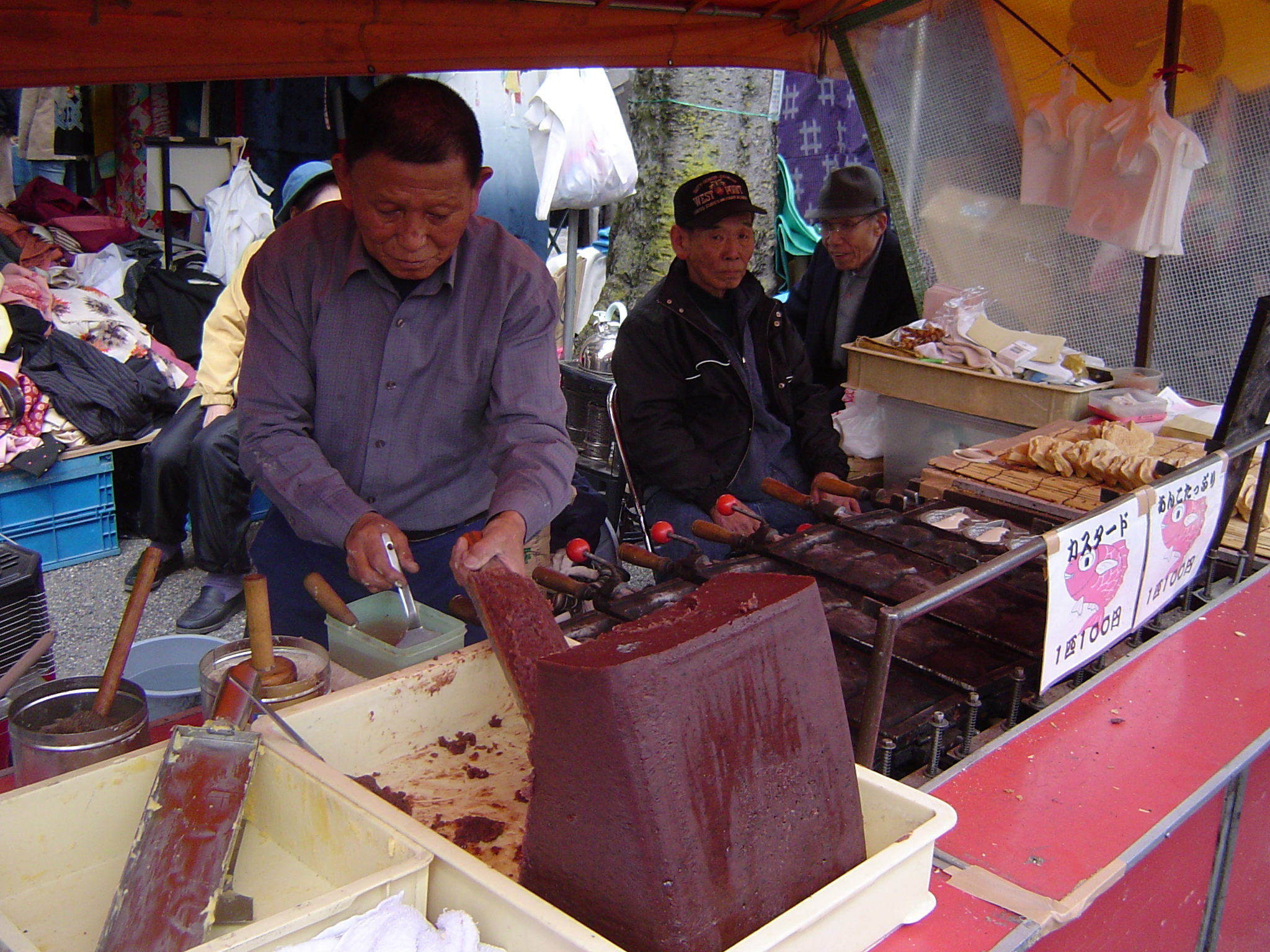

A kelet-ázsiai konyhában az azukibabot édesen szokás fogyasztani. Általában cukorral főzik össze és így jön létre az a bizonyos bab paszta, ami az egyik legfontosabb összetevője a kelet-ázsiai ételeknek. Gyakran ízesítik is, ugyanúgy, mint a gesztenyemasszát. A vörös bab-masszát még számos kínai ételhez is felhasználják, mint például tangyuan-hez, zongzi-hez, holdsüteményhez, baozi-hoz és a vörös bab fagylathoz. Rengeteg japán édességekben is megtalálható: anpan, dorajaki, imagavajaki, mandzsu, monaka, anmicu, taijaki és daifuku. Levest is készítenek belőle, cukorral főzik és egy csipetnyi sóval, így készül a vörös bab-leves. Ezen kívül forró italként, tea formájában is fogyasztják. Néhány ázsiai kultúrában még feltétként vagy töltelékként is felhasználják például süteményekben, kekszekben, esetleg gofrira rakják. Japánban különleges alkalmakkor azukibabos rizst esznek, ez a szekihan (赤饭). 2009. október 20-án pedig a Pepsi kiadott egy azukibab ízesítésű terméket.

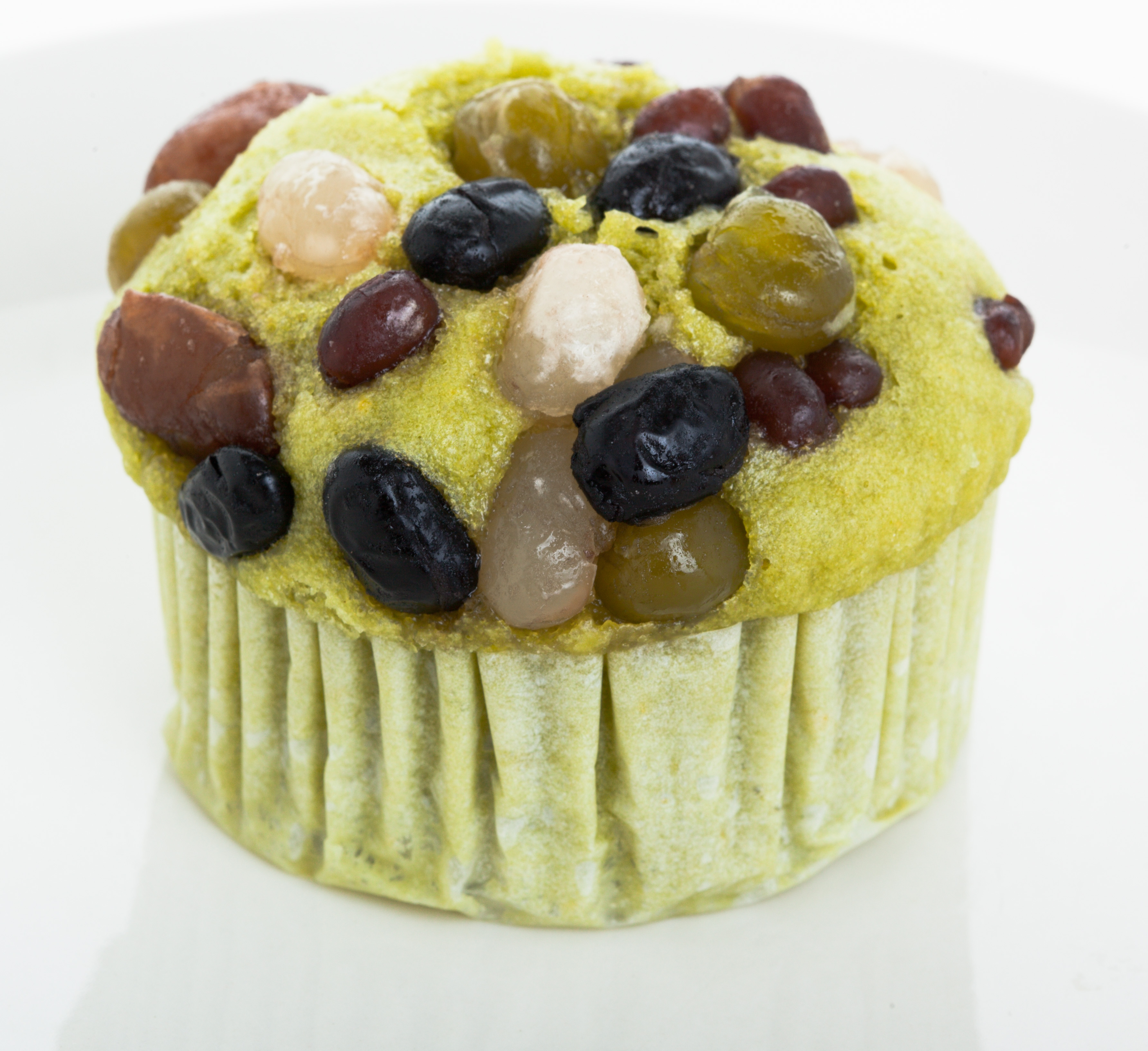
Azukibabos matcsamuffin

Magyarországon leginkább vörös színű azukit lehet vásárolni bioboltokban.
Jelentős mennyiségben tartalmaz proteineket, B1- és B2-vitamint, kiemelhető vas-, kalcium-, magnézium- és foszfortartalma. Élettani hatásai közt említik inzulinszabályozó, koleszterincsökkentő, vérnyomás-szabályozó tulajdonságát. Az azukibab magjának csíráztatásakor a fehérjék értékes esszenciális aminosavakká bomlanak. A csíráztatott azukibab – más babokkal ellentétben – nem okoz bélgázképződést.

### Szépségápolásban
Az azukit felhasználják bőrápolásra pakolásként és lemosóként is. Meleg vízzel összekevert babport, vagy pépesített főtt babot használnak pakolásként heti egyszer, lemosóként heti háromszor. Gyakori alkalmazása bőrirritációt okozhat.

## Fordítás
- Ez a szócikk részben vagy egészben az Azuki bean című angol Wikipédia-szócikk ezen változatának fordításán alapul.  Az eredeti cikk szerkesztőit annak laptörténete sorolja fel. Ez a jelzés csupán a megfogalmazás eredetét és a szerzői jogokat jelzi, nem szolgál a cikkben szereplő információk forrásmegjelöléseként.